# Hilly Axwijk
Hillegonda Justine (Hilly) Axwijk (Paramaribo, 1 december 1934 – Amsterdam, 6 oktober 2004) was een Surinaams-Nederlandse maatschappelijk werker en vrouwenrechtenactivist. 
Axwijk zette zich in voor de rechten van Surinaams-Nederlandse vrouwen. In 1982 was zij de oprichter van de stichting "Surinaamse Vrouwen Bijlmermeer" (SVB). Doel van de stichting was de emancipatie en positie van Surinaams-Nederlandse vrouwen te bevorderen en hen betere kansen en gelijke rechten te geven in de Nederlandse samenleving. Axwijk was de moeder van Humberto Tan.

## Eerbetoon
- In 2010 werd in Amsterdam een plantsoen naar haar vernoemd, dat werd ingehuldigd door haar jongste zoon Humberto Tan.[1]
- Op 6 juli 2024 is er een monument in het Brasapark onthuld: Iron Lady van de Bijlmer, ode aan Hilly Axwijk.[2]